# جاكال
جاكال هي عائلة من العربات العسكرية تتسخدمها الجيش البريطاني وفي 2020 اعارة بريطانيا القوات المسلحة الإستونية 4 عربات من طراز جاكال 2 لتستخدمها في مالي.